# Danmarks fem højeste punkter
Danmarks fem højeste punkter, naturlige og menneskeskabte, baseret på  deres aktuelle højde.

## Højder
Alle højder er opgivet i forhold til DVR90.

### Højeste terrænpunkt (inkl. menneskeskabte jordbunker mv.)[1]
| Punkt           | Terrænhøjde (m) [DVR90] | Naturlig højde (m) [DVR90] | Noter                                                     |
| --------------- | ----------------------- | -------------------------- | --------------------------------------------------------- |
| Yding Skovhøj   | 172,54                  | 170,77                     | Bakken har en bronzealderhøj på toppen                    |
| Ejer Bavnehøj   | 171,04                  | 170,35                     | Ansås som Danmarks højeste punkt fra 1800-tallet til 1941 |
| Møllehøj        | 170,86                  | 170,86                     | Danmarks højeste naturlige punkt, jf nye målinger i 2005  |
| Lindbjerg       | 170,08                  | 170,08                     | Beliggende umiddelbart vest for Ejer Bavnehøj             |
| Margretelyst SØ | 169,78                  | 169,78                     | Beliggende umiddelbart nord for Ejer Bavnehøj             |

### Højeste menneskeskabte faste punkter over havets overflade
Punkter, som er mere eller mindre menneskeskabte. 
| Punkt                    | Terrænhøjde (m) [DVR90] | Total højde over havet (m) [DVR90] | Noter          |
| ------------------------ | ----------------------- | ---------------------------------- | -------------- |
| Rø-senderen              | 115,5                   | 431,2                              | Bornholm       |
| Hadsten-senderen         | 69,8                    | 390,1                              | Østjylland     |
| Hedensted-senderen       | 72,0                    | 388,0                              | Østjylland     |
| Vordingborg-senderen     | 54,6                    | 374,9                              | Sydsjælland    |
| Nibe-senderen            | 52,1                    | 372,5                              | Nordjylland    |
| Tommerup-senderen        | 43,0                    | 364,2                              | Fyn            |
| Viborg-senderen          | 46,0                    | 362,2                              | Midtjylland    |
| Videbæk-senderen         | 37,2                    | 357,5                              | Vestjylland    |
| Åbenrå-senderen          | 33,5                    | 353,9                              | Sønderjylland  |
| Varde-senderen           | 20,1                    | 335,9                              | Sydvestjylland |
| Hove-senderen            | 9,8                     | 331,1                              | Nordsjælland   |
| Jyderup-senderen         | 10,7                    | 331,0                              | Vestsjælland   |
| Søsterhøj-senderen       | 103,9                   | 320,0                              | Aarhus         |
| Sønder Højrup-senderen   | 87,9                    | 309,1                              | Fyn            |
| Rangstrup-senderen       | 82,0                    | 303,3                              | Sønderjylland  |
| Årsballe-senderen        | 118,9                   | 294,1                              | Bornholm       |
| Næstved-senderen         | 63,1                    | 283,2                              | Sydsjælland    |
| Mejrup-senderen          | 61,0                    | 281,0                              | Vestjylland    |
| Storebæltsbroens pyloner | 0                       | 269,1                              |                |
| Frejlev-senderen         | 53,0                    | 260,2                              | Nordjylland    |
| Tinghøjtårnet            | 124                     | 256,3                              | Nordjylland    |
| Gladsaxe-senderen        | 49,1                    | 255,1                              | København      |
| Esbjergværkets skorsten  | 4,0                     | 254,2                              | Vestjylland    |